# Ister Chaos
Ister Chaos és una estructura geològica del tipus chaos a la superfície de Mart, situada amb el sistema de coordenades planetocèntriques a 13.69 ° de latitud N i 304.19 ° de longitud E. Fa 109.1 km de diàmetre. El nom va ser fet oficial per la UAI l'any 1985 i el pren d'una característica d'albedo localitzada a 10 ° de latitud N i 56 ° de longitud O.